# Tröbnitz
Tröbnitz là một đô thị thuộc huyện Saale-Holzland, phía bắc bang Thüringen, Đức. Đô thị này có diện tích 2,17 km². Dân số cuối năm 2006 là 489 người.